# Agent (videojuego)
Agent es un videojuego de acción con sigilo no publicado que estaba siendo desarrollado por Rockstar North y fue anunciado originalmente para PlayStation 3. Se planeó que el videojuego tuviera lugar en un entorno de la Guerra Fría de la década de 1970. Se mostró un adelanto de Agent en julio de 2007 y fue anunciado formalmente en junio de 2009. La marca registrada del título del videojuego se renovó en 2013 y 2017 y se abandonó en noviembre de 2018.

## Ambientación
Agent iba a estar ambientada durante la Guerra Fría a finales de los años 1970. Según un comunicado de prensa, el videojuego estaba planeado para «llevar a los jugadores al mundo de la contrainteligencia, el espionaje y los asesinatos políticos».

## Desarrollo
En julio de 2007, en la E3 2007, Sony Computer Entertainment anunció que Rockstar Games estaba trabajando en una nueva franquicia para PlayStation 3. Michael Shorrock, director de relaciones con desarrolladores de terceros de Sony Computer Entertainment America, escribió en el blog oficial de PlayStation de EE. UU.: «Como parte de nuestra larga relación con Rockstar y el increíble éxito de ambas empresas con el ícono cultural que es Grand Theft Auto, hemos aceptado los derechos exclusivos de PlayStation de la próxima gran franquicia de los estudios Rockstar». No se reveló nada más sobre la nueva franquicia excepto la aclaración de que no sería L.A. Noire. Según Shorrock, «Rockstar realmente quería hacer un juego que verdaderamente sólo se pudiera hacer en PS3» y añadió que la razón por la que Sony bloqueó la propiedad intelectual como un acuerdo exclusivo fue porque Sony creía que la franquicia «establecería el estándar para el resto de la industria». Ben Feder, el entonces presidente de Take-Two Interactive (la empresa matriz de Rockstar Games), dijo que el videojuego «definiría el género» y «una forma completamente nueva de experimentar los videojuegos que realmente no habíamos visto antes».
Los detalles del proyecto, incluido su título, no se anunciaron hasta junio de 2009, cuando se hizo un anuncio durante la conferencia de prensa de Sony en la E3 2009. Sam Houser, uno de los fundadores de Rockstar Games, describió Agent como un videojuego que la empresa llevaba tiempo queriendo crear y se había propuesto crear una experiencia única para el jugador. Feder profesó su creencia de que el videojuego podría alcanzar el mismo nivel de éxito que la serie Grand Theft Auto y convertirse en «otro gran título de franquicia de Rockstar North», dado que su desarrollo estaba siendo supervisado por los cofundadores de Rockstar Games, Sam y Dan Houser. Hablando con GameSpot en la feria de la E3 2009, Feder explicó que la decisión de desarrollar el videojuego únicamente para la consola de Sony se debe al mayor apoyo de Sony como título exclusivo en lugar de desarrollar el videojuego en todas las plataformas.
El 7 de septiembre de 2009, en una sección de preguntas y respuestas de su blog, Rockstar Games declaró que Agent podría lanzarse en 2010, aunque Take-Two Interactive no comentó sobre el tema hasta marzo de 2010, cuando confirmó que Agent todavía estaba en desarrollo. El 9 de junio de 2010, Take-Two Interactive confirmó que Agent todavía estaba planeado como un título exclusivo para PS3. El 24 de mayo de 2011, después de casi dos años desde que se anunció Agent en la E3 2009, Take-Two Interactive confirmó que el título todavía estaba en desarrollo activo, aunque nunca había sido visto por el público hasta ese momento. Sin embargo, el director ejecutivo (CEO) de Sony Computer Entertainment America, Jack Tretton, dijo en la E3 2011 que no estaba seguro de la exclusividad de Agent para PlayStation 3 y que era una decisión que debía tomar Rockstar Games.
El 15 de agosto de 2011, Leigh Donoghue, ex artista ambiental de Rockstar North, que había trabajado en Grand Theft Auto IV y Agent, publicó las primeras imágenes de Agent en su currículum en línea. Las imágenes muestran un personaje así como varios ambientes interiores del videojuego. Ambas imágenes mencionan que fueron tomadas en 2009. El 1 de agosto de 2012, cuando se le preguntó al presidente y director ejecutivo Strauss Zelnick sobre Agent en el informe financiero de Take-Two Interactive para el primer trimestre de 2013, dijo «no hemos anunciado nada sobre ese título».
Con el anuncio de PlayStation 4 el 20 de febrero de 2013, existía la expectativa de que Agent se hubiera convertido en un título exclusivo de PlayStation 4. Sin embargo, no hubo mención del videojuego en el lanzamiento, mientras que Rockstar North se había registrado para dar soporte a PlayStation 4. Cuando se le preguntó al jefe de Sony Worldwide Studios, Shuhei Yoshida, durante una mesa redonda con los medios de comunicación que siguió a la conferencia de prensa para la revelación de PlayStation 4 sobre si Agent todavía era un título de PlayStation 3, dijo: «Estás preguntando a la persona equivocada. Tengo algunos conocimientos, pero no estoy en condiciones de hablar de ello».
En julio de 2013, Take-Two Interactive renovó sus marcas comerciales para el nombre «Agent». En diciembre de 2015, el ex artista de Rockstar North, Darren Charles Hatton, filtró algunas capturas de pantalla nuevas de entre 2009 y 2010 en su portafolio en línea. El artista dijo que el equipo de arte fue retirado del proyecto Agent y reasignado a Grand Theft Auto V, y agregó que «no estaba seguro de si este proyecto se publicará alguna vez». El 5 de diciembre de 2016, Take-Two Interactive renovó nuevamente la marca «Agent». El 27 de agosto de 2017, supuestamente se filtraron en línea imágenes de arte conceptual, incluidas representaciones de un entorno alpino nevado y aparentes bocetos de personajes. El 19 de noviembre de 2018, la Oficina de Patentes y Marcas de Estados Unidos declaró abandonada la marca «Agent». A partir de octubre de 2021, el sitio web oficial de Agent redirige al sitio web oficial de Rockstar Games y el videojuego ya no figura en la página de juegos de Rockstar.
Según Obbe Vermeij, ex director técnico de Rockstar North, el estudio se dividió inicialmente entre el desarrollo de Grand Theft Auto y Agent, y la presión para completar Grand Theft Auto V llevó al equipo de Agent a ser reasignado.